# تگرمنوو
تگرمنوو (انگلیسی: Tegermenevo) یک شهرک در شهرستان کاراایدلسکی استان باشقیرستان کشور روسیه است.